# Sylvester Carmel Magro
Sylvester Carmel Magro OFM (ur. 14 lutego 1941 w Rabacie, zm. 20 stycznia 2018 w Msidzie) – maltański duchowny katolicki posługujący w Libii, wikariusz apostolski Bengazi w latach 1997–2016.

## Życiorys
Święcenia kapłańskie otrzymał 26 marca 1966.
10 marca 1997 papież Jan Paweł II mianował go wikariuszem apostolskim Bengazi, ze stolicą tytularną Saldae. 11 maja tego samego roku z rąk arcybiskupa José Laboa Gallego przyjął sakrę biskupią. 14 lutego 2016, ze względu na wiek, złożył rezygnację z zajmowanej funkcji na ręce papieża Franciszka.
W 2002 odznaczony Krzyżem Kawalerskim Orderu Zasługi Rzeczypospolitej Polskiej.
Zmarł 20 stycznia 2018.